# Just Dandy
Just Dandy è un cortometraggio muto del 1928 diretto da Stephen Roberts.

## Produzione
Il film fu prodotto dalla Mermaid Comedies (Jack White).

## Distribuzione
Distribuito dalla Educational Film Exchanges, il film - un cortometraggio in due bobine - uscì nelle sale cinematografiche statunitensi il 19 agosto 1928.